# Probe Launch Complex C
Der Probe Launch Complex C (PLC-C) ist ein inaktiver Startplatz für Höhenforschungsraketen auf der heutigen Vandenberg Space Force Base in Kalifornien, USA.
Er wurde in den 1970er Jahren für den Start der Aerobee- und Tomahawk-Höhenforschungsraketen verwendet.

## Startliste
| Datum             | Zeit (UTC) | Raketentyp      | Nutzlast                               | Anmerkungen |
| ----------------- | ---------- | --------------- | -------------------------------------- | ----------- |
| 29. Juni 1971     | 13:10      | Aerobee 170     | CRL A04.116-1 CHASER 1 ABM             |             |
| 24. November 1971 | 06:15      | Aerobee 170     | CRL A04.116-3 CHASER 2 ABM             |             |
| 20. Juni 1972     | 16:45      | Aerobee 170     | CRL A04.116-3 CHASER ABM               | Fehlschlag  |
| 11. Oktober 1972  | 11:31      | Aerobee 170     | CRL A04.116-4 CHASER ABM               |             |
| 15. August 1975   | 05:21      | Tomahawk Sandia | Paiute Tomahawk CRL A10.406-2 ESCAPE I |             |
| 12. Dezember 1975 | 05:09      | Tomahawk Sandia | Ute Tomahawk CRL A09.406-1 ESCAPE II   |             |